# USS Pasadena (SSN-752)
Lo USS Pasadena (hull classification symbol SSN-752) è un sottomarino nucleare di classe Los Angeles, terza nave della United States Navy a portare il nome della città di Pasadena, California.
Il contratto di costruzione venne assegnato alla General Dynamics Corporation di Groton, (Connecticut) il 30 novembre 1982 e venne completato il 20 dicembre 1985. Il varo avvenne il 12 settembre 1987 sotto il patrocinio della signora Pauline Trost ed entrò in servizio l'11 febbraio 1989.

## Storia
Dopo essere stato sottoposto a prove in mare, entrò in servizio l'11 febbraio 1989 con l'allora comandante W. Fritchman al comando.
Originariamente assegnato alla Submarine Force della flotta atlantica degli Stati Uniti, il Pasadena condusse un trasferimento inter-flotta nell'ottobre 1990 alla Submarine Force della flotta del Pacifico degli Stati Uniti, venendo assegnato alla base navale di San Diego, in California.
Nel luglio 1991, lo USS Pasadena divenne il primo sottomarino classe 688 migliorato ad essere schierato, iniziando un dispiegamento di sei mesi nel Pacifico occidentale. Nel giugno del '93, iniziò uno schieramento di sei mesi nel Pacifico occidentale e nel Golfo Persico. Mentre era schierato, il sottomarino partecipò a diverse esercitazioni con la Royal Saudi, la Royal Omani e la Royal Australian Navy, e fu il primo sottomarino d'attacco a propulsione nucleare (SSN) degli Stati Uniti a condurre esercitazioni con la Marina indiana nell'esercitazione navale MALABAR. Diventò anche il primo sottomarino a propulsione nucleare a visitare il porto di Jeddah, in Arabia Saudita, sul Mar Rosso.
Nel marzo del 1995, il Pasadena venne nuovamente schierato in un dispiegamento della durata di sei mesi nel Pacifico occidentale. Mentre era nel Golfo Persico, divenne il primo sottomarino a propulsione nucleare a visitare il porto di Muscat, in Oman, il primo ad operare ininterrottamente all'interno del Golfo Persico e il primo SSN ad essere assegnato al Comandante della Quinta Flotta degli Stati Uniti.
Nell'aprile del 1996, il sottomarino classe Los Angeles venne assegnato al porto di Pearl Harbor, Hawaii, dove fu assegnata al Submarine Squadron Seven. Dal giugno al settembre 1996, il Pasadena venne sottoposto a una disponibilità limitata selezionata (SRA) in cui venne dotato di sistemi d'arma offensivi e quelli difensivi vennero migliorati. Nell'aprile 1997, il sottomarino si schierò nel Pacifico orientale per uno schieramento di quattro mesi a sostegno dell'UNITAS.
Il 31 ottobre 2007 lo USS Pasadena lasciò il porto di origine per uno schieramento programmato nel Pacifico occidentale. Il 21 gennaio 2008 il sottomarino d'attacco di classe Los Angeles-Improved arrivò a Subic Bay, nelle Filippine, per uno scalo di routine in porto. Il 20 marzo, il Pasadena ormeggiò al Sepangar Bay Container Port (SBCP), in Malesia, per una visita programmata, la prima in assoluto per un sottomarino statunitense a propulsione nucleare. Il 30 aprile, la USS Pasadena tornò alla base navale di Pearl Harbor dopo un dispiegamento di sei mesi. Il sottomarino visitò anche Guam, Giappone e Malesia.
Da settembre 2011 fino alla fine del 2013, il Pasadena venne ristrutturato presso il cantiere navale di Portsmouth. Il suo sonar, il sistema di controllo del fuoco e le apparecchiature di navigazione vennero aggiornati. In seguito all'aggiornamento, il Pasadena si unì al suo nuovo incarico, il Submarine Squadron 11 a San Diego, nel novembre del 2013.
A seguito di un intenso lavoro da novembre 2013 a dicembre 2014,il sottomarino venne dispiegato nel Pacifico occidentale per sei mesi nel gennaio 2015. Durante il dispiegamento, il Pasadena visitò i porti di Yokosuka e Sasebo, Giappone, Busan, Corea del Sud, Singapore e Guam.
Nel marzo del 2022, prese parte all'ICEX 2022, missione che prevedeva l'emersione attraverso il ghiaccio artico insieme al sottomarino di classe Virginia, USS Illinois.
Nel luglio del 2023 partecipò a UNITAS LXIV, un'esercitazione marittima multinazionale condotta ogni anno nelle acque intorno all'America centrale e meridionale per rafforzare la cooperazione in materia di sicurezza e migliorare le operazioni della coalizione. UNITAS LXIV vide il Pasadena condurre scali ai porti di Guantánamo Bay, Cuba (base navale degli Stati Uniti), Cartagena, Colombia e Ocho Rios, Giamaica.

## Cultura di massa
- Il Pasadena compare nell'anime Full Metal Panic!;
- Il Pasadena è il centro del romanzo Boomer del 1990, di Charles Taylor;
- Il Pasadena è anche presente nel romanzo Debito d'Onore di Tom Clancy.